# Waiwiri Island
Waiwiri Island ist eine kleine unbewohnte Insel vor der Ostküste in der Region Northland der Nordinsel Neuseelands. Ihre Entfernung zum Festland beträgt 30 m. Nördlich von Waiwiri Island liegt in 2 km Entfernung das Cape Brett Lighthouse. Dieser nicht mehr in Betrieb befindliche Leuchtturm befindet sich auf Cape Brett am östlichen Ende der Bay of Islands. Die Insel Waiwiri Rock liegt 410 m nördlich von Waiwiri Island.